# Portalegre (Rio Grande do Norte)
Portalegre is een gemeente in de Braziliaanse deelstaat Rio Grande do Norte. De gemeente telt 7.082 inwoners (schatting 2009).
De gemeente grenst aan Taboleiro Grande, Riacho da Cruz, Serrinha dos Pintos, Viçosa, Martins en Francisco Dantas.